# Cinema de comèdia
El cinema de comèdia és un gènere cinematogràfic que posa èmfasi en l'humor. Aquestes pel·lícules estan pensades per divertir el públic i fer-lo riure. Les pel·lícules d'aquest gènere solen tenir un final feliç, la comèdia fosca és una excepció a aquesta regla. La comèdia és un dels gèneres més antics del cinema, i es deriva de la comèdia clàssica del teatre. Algunes de les primeres pel·lícules mudes eren comèdies de clatellades, que sovint es basaven en representacions visuals, com ara gags visuals i caigudes, de manera que es podien gaudir sense necessitat de so. Per oferir drama i emoció a les pel·lícules mudes, es va reproduir música en directe sincronitzada amb l'acció a la pantalla, als pianos, orgues i altres instruments. Quan les pel·lícules sonores es van fer més freqüents durant la dècada de 1920, les comèdies van augmentar en popularitat, ja que el riure podia derivar tant de situacions burlesques com també de diàlegs humorístics.
La comèdia, en comparació amb altres gèneres cinematogràfics, se centra més en els actors estrella individuals, amb molts còmics d'escenari que fan la transició a la indústria cinematogràfica a causa de la seua popularitat.
Han sorgit una sèrie de gèneres híbrids, com la comèdia d'acció i la comèdia romàntica.

## Història

### Era del cinema mut
La primera pel·lícula de comèdia va ser El regador regat (1895), dirigida i produïda pel pioner del cinema Louis Lumière. En menys d'un minut de durada, mostra un nen fent una broma a un jardiner. Els actors de comèdia més notables de l'era del cinema mut (1895-1927) van ser Charlie Chaplin, Harold Lloyd i Buster Keaton, tot i que van poder fer la transició a les "talkies" després dels anys vint.

### Comentari social en comèdia
Els cineastes dels anys 60 van perfeccionar l'ús de la pel·lícula de comèdia per fer declaracions socials construint les seues narracions al voltant de qüestions culturals, polítiques o socials sensibles. Aquestes pel·lícules inclouen Dr Strangelove, or How I Learned to Love the Bomb, Guess Who's Coming to Dinner? i El Graduat.

### Comèdia camp i obscena
Als Estats Units, la revolució sexual va impulsar l'apetit per les comèdies que celebraven i parodiaven la moral social canviant, com ara Bob & Carol & Ted & Alice i Fanny Hill. A Gran Bretanya, hi havia una sensibilitat camp darrere de les exitoses pel·lícules Carry On, mentre que a Amèrica el cineasta independent subversiu John Waters va fer pel·lícules camp per al públic universitari amb els seus amics drag queen que finalment van trobar un públic general. L'èxit del programa de televisió estatunidenc Saturday Night Live va impulsar dècades de cinema amb continguts més atrevits permesos a la televisió basant-se en les estrelles i personatges del programa, amb èxits més grans com Wayne's World, Mean Girls, Ghostbusters i Animal House.